# Lübecker Reichsfreiheitsbrief

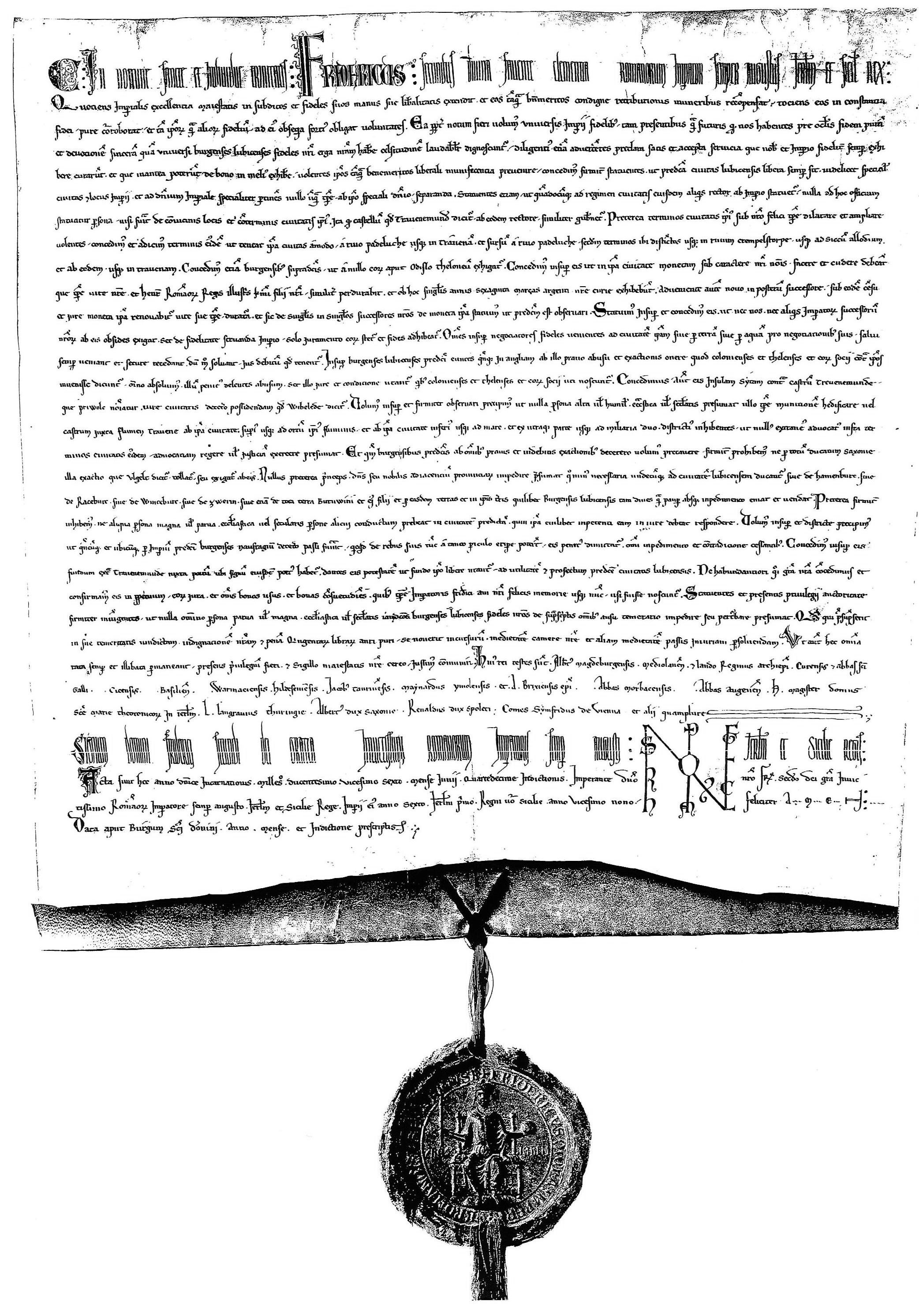
Reichsfreiheitsbrief der Stadt Lübeck aus dem Jahr 1226

Der Reichsfreiheitsbrief des Kaisers Friedrich II. brachte der Stadt Lübeck im Juni 1226 die Reichsfreiheit. Damit unterstand sie dem Kaiser unmittelbar und genoss nicht zuletzt aufgrund seiner Ferne fortan weitgehende Autonomie.

## Vorgeschichte
Nach dem Sturz Heinrichs des Löwen hatte Kaiser Friedrich I. genannt Barbarossa die 1143 neu gegründete Stadt an der südlichen Ostseeküste in ihrem Umland mit dem Barbarossa-Privileg vom 19. September 1188 mit Ländereien und Nutzungsrechten ausgestattet, die ihre stürmische Entwicklung absichern sollten.

## Reichsfreiheit 1226

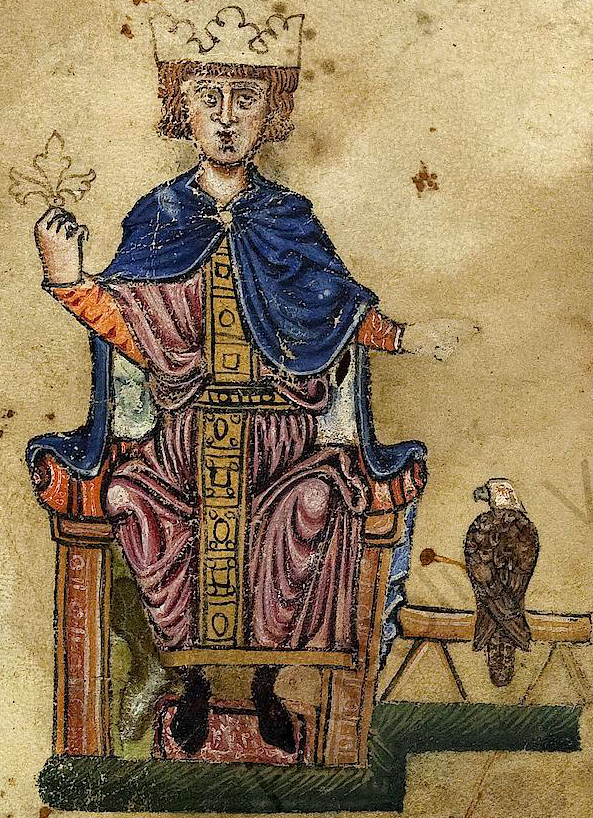
Friedrich II. mit seinem Falken. Aus seinem Buch De arte venandi cum avibus (Über die Kunst, mit Vögeln zu jagen). Spätes 13. Jh.

1226 waren die Lübecker vorbereitend dabei, sich von dem Einfluss Dänemarks unter König Waldemar II. zu befreien, unter dessen Herrschaft die Stadt sich seit dem Jahr 1202 wirtschaftlich sehr positiv entwickelt hatte. Hierzu schien den Lübeckern eine Bestätigung der 1188 von Barbarossa erlangten Privilegien zweckmäßig. Diese sind im Ergebnis der Forschung durch Marold geringfügig an die veränderten Rahmenbedingungen angepasst worden. Vermutlich wurde das Original im Zuge dieser – im Mittelalter nicht unüblichen – Urkundenfälschung unterdrückt. Die Ratssendboten Wilhelm Witte und Johann von Bremen als Gesandte des Rates der Stadt Lübeck erreichten im Mai 1226 zunächst die Anerkennung der so vorgestellten Privilegien Barbarossas durch dessen Enkel Friedrich II. Der Zeitpunkt war auch ansonsten günstig gewählt, entwickelte doch einer der engsten Berater des Kaisers, der Hochmeister des Deutschen Ordens Hermann von Salza gestützt auf die Goldene Bulle von Rimini aus dem März des Jahres Siedlungspläne für das Baltikum, die später ebenfalls über den Lübecker Hafen abgewickelt wurden. Zwischen dem 14. und dem 21. Juni 1226 konnten die Ratssendboten in der Reichsburg in „Borgo San Donnino“, dem heutigen Fidenza, daher mit dem Reichsfreiheitsbrief die wichtigste Lübecker Verfassungsurkunde überhaupt entgegennehmen. Unter den aufgeführten Zeugen der Urkunde findet sich auch der Hochmeister Hermann von Salza. Mit der Reichsunmittelbarkeit und der weiteren Sicherung der Gebietsansprüche im Umland, insbesondere entlang der Trave bis Travemünde und zum Priwall wurden Entwicklungsvoraussetzungen gelegt, die den raschen Aufstieg zum Haupt der Hanse begründen halfen.

## Rechtsquelle nach der Schlacht bei Bornhöved
Zunächst stand die Reichsfreiheit jedoch nur auf dem Papier. Erst mit der für Waldemar II. vernichtenden Schlacht bei Bornhöved ließen sich die von Friedrich gewonnenen Rechte für die Lübecker in Rechtswirklichkeit umsetzen. Dann aber wurde der Inhalt der Urkunde bald bedeutsam. Waldemar sperrte bereits 1233 die Hafenzufahrt bei Travemünde und traf so die auf Versorgung über Lübeck angewiesenen Schwertbrüder, die gemeinsam mit den Lübeckern ein Einschreiten von Papst Gregor IX. gegen Waldemar erreichten. Auch in den Auseinandersetzungen mit dem Lübecker Bischof Burkhard von Serkem, der sein Gut Kaltenhof am Unterlauf der Trave ab 1280 zu stark befestigte, wurde der Streit erst mit Billigung durch Papst Johannes XXII. und nach dem Tod Serkems 1317 beigelegt. Der Reichsfreiheitsbrief spielte eine Rolle bei der Behauptung des Eigentums am Priwall im jahrhundertelangen Streit mit den Mecklenburger Herzögen und der Behauptung Travemündes gegen die Grafen von Holstein bis hin zum Wiener Kongress. Mit den Lübecker-Bucht-Fall fand die Urkunde eine letzte gerichtliche Würdigung durch den Staatsgerichtshof für das Deutsche Reich. Erst durch das Groß-Hamburg-Gesetz 1937 verlor sich mit dem Verlust der Eigenstaatlichkeit die Wirkung, die heute nur noch in den historischen Grenzziehungen fortlebt.

## Die Urkunde
Der Reichsfreiheitsbrief ist im Archiv der Hansestadt Lübeck in zwei Ausfertigungen erhalten. Die Urkunden sind auf Pergament in lateinischer Sprache abgefasst und haben Abmessungen von etwa 50 × 50 cm. Beide wurden bis 1940 in der Trese des Rates in der Lübecker Marienkirche eingelagert. An der einen befindet sich ein Wachssiegel, an der anderen befand sich zumindest bis 1945 eine Goldbulle Friedrichs, die in den Wirren der Nachkriegszeit abhandengekommen ist. Insofern weichen die beiden Urkunden textlich hinsichtlich der Ausfertigungsvermerke der Kaiserlichen Kanzlei voneinander ab. Die weiteren Abweichungen der Abschriften sind von untergeordneter Natur. 1940 wurden die Lübecker Urkunden zunächst in einem Tresor im Keller des Finanzamtes in der Hüxstraße untergebracht und dann 1942/43 in einem Stollen in Thüringen eingelagert. Von dort gelangten die Bestände über die Sowjetunion an verschiedene Aufbewahrungsorte, der größte Teil ab Anfang der 1950er Jahre nach Potsdam. Noch vor der deutschen Wiedervereinigung begannen erste Rückgaben des Archivgutes. Die Übergabe des Reichsfreiheitsbriefes in der Ständigen Vertretung der Bundesrepublik in Ostberlin machte im Dezember 1986 den Anfang.

## Urkundszeugen
In der Urkunde aufgeführte Urkundszeugen 1226 sind:
- die Erzbischöfe von Magdeburg Albrecht I. von Käfernburg, von Mailand Enrico I. da Settala und  von Reggio Calabria Landone
- die Bischöfe:
  - Rudolf von Güttingen, (Bistum Chur und Abt von St. Gallen)
  - Engelhard, (Bistum Naumburg-Zeitz)
  - Heinrich von Thun, (Bistum Basel)
  - Heinrich II. von Saarbrücken, (Bistum Worms)
  - Konrad II. von Riesenberg, (Bistum Hildesheim)
  - Jacob († 1231), (Bistum Turin)
  - Mainardino von Imola, (Bistum Imola)
  - Alberto da Reggio, (Bistum Brescia)
- die Äbte
  - Hugo von Rothenburg, (Fürstabtei Murbach)
  - Heinrich von Karpfen, (Kloster Reichenau)
- der Hochmeister des Deutschen Ordens Hermann von Salza
- die weltlichen Fürsten
  - Ludwig IV., Landgraf von Thüringen
  - Albrecht I., Herzog von Sachsen
  - Rainald von Urslingen, Herzog von Spoleto
  - Siegfried, Graf von Vienne „und viele andere“

## Nachwirkung und heutiger Stand
Die damals vom Kaiser festgelegten Land- und Seegrenzen sowie beispielsweise die Fischereirechte an Trave, Dassower See und in der Lübecker Bucht haben heute noch Bestand. Sie wurden hinsichtlich der Binnengewässer zwar über Jahrhunderte streitig gestellt, aber in einer gerichtlichen Auseinandersetzung zwischen Mecklenburg und Lübeck durch das Reichsgericht im Jahr 1890 bestätigt.

## Einzelbelege
1. ↑  Urkundenbuch der Stadt Lübeck (UBStL) I, Nr. 7.
2. ↑  Emil Ferdinand Fehling, Lübeckische Ratslinie, Lübeck 1925, Nr. 108.
3. ↑  UBStL I, Nr. 34.
4. ↑  UBStL I, Nr. 35.
5. ↑  RG ZVLGA 6 (1891), S. 243–326